# Garritornis
Garritornis is een geslacht van zangvogels uit de familie Pomatostomidae.

## Soorten
Het geslacht kent de volgende soort:
- Garritornis isidorei – Papoeababbelaar